# Крали Марко (село)
Вижте пояснителната страница за други значения на Крали Марко.
Крали Марко е село в Южна България. То се намира в община Пазарджик, област Пазарджик.

## География
Село Крали Марко е разположено на десния бряг на река река Луда Яна. Надморската височина е 230 м. Създадено доста наблизо между Черногорово и Пищигово, с малко землище. Крали Марко е едно от най-малките села в Пазарджишка община. Намира на 10 км североизточно от Пазарджик. Съседните му села са Черногорово, Пищигово и Добровница.